# رفقا
رفقا مراد صابر الشبق الريّس (1832 - 1914) هي قديسة مارونية من لبنان. اعترف الفاتيكان بقدسيتها في 10 حزيران سنة 2001. ثبت قيامها بالأعاجيب بحسب مصادر الكنيسة المارونية والفاتيكان. شهر عنها تحملها للعذابات والألم تيمنا بالسيد المسيح.

## نبذة[1]
ولدت رفقا النور في حملايا إحدى قرى المتن الشمالي بالقرب من بكفيا في جبل لبنان، في 29 حزيران سنة 1832. والدها هو مراد صابر الشبق الريّس، ووالدتها هي رفقا الجميّل. عُمدت في 7 تموز سنة 1832، ودُعيت «بطرسية». تُوفّيَت والدتها سنة 1839. بعد المعاناة مع زوجة أبيها الجديدة، ترهبت في جمعية المريمات. اتّشحَت رفقا بثوب الابتداء في 19 آذار سنة 1861 وفي سنة 1862 أبرزت النذور الرهبانيّة الموقّتة. في سنة 1860، أُرسِلت رفقا إلى دير القمر لتلقّن الفتيات التعليم المسيحيّ. سنة 1863، توجّهت إلى مدرسة جمعيّتها في جبيل. في أوائل سنة 1864 نُقِلَت من مدرسة جبيل إلى قرية معاد. سنة 1871، دخلت رفقا إلى كنيسة مار جرجس ثم انتقلت إلى دير مار سمعان القرن - أيطو ولبِسَت ثوب الابتداء في 12 تموز 1871، ثم نَذَرت نذورها الاحتفاليّة في 25 آب 1872، واتّخذت لها اسم الأخت رفقا تيَمُّناً باسم والدتها.
أمضت رفقا ستاً وعشرين سنة في دير مار سمعان القرن – أيطو، وكانت مِثالاً حيّاً لأخواتها الراهبات في حفظ القوانين والصلوات والتقشّف والتضحية والعمل الصامت.
في تشرين الأول سنة 1885 طلبت من السيد يسوع أن يُشرِكَها في آلامه الخلاصيّة. فاستجاب لها للحال، وبدأت الأوجاع المؤلمة في رأسها، ثم امتدّت إلى عينَيها. وباءت جميع محاولات مُعالجتها بالفشل. إثر ذلك، تقرّر إرسالها إلى بيروت للمعالجة. وأثناء العملية اقتلع الطبيب خطأً عينها برمّتها، فقالت: «مع آلام المسيح، سلِمَت يداك، الله يآجرك». ثمّ ما لبث الداء أن تحوّل إلى عينها اليُسرى، فحَكَم الأطبّاء بأن لا منفعة لها بالعلاج. رافقها وجع العينَين المرير أكثر من اثنتي عشرة سنة وهي صابرة، صامتة، مصلّية، فرِحة ومردّدة: «مع آلام المسيح».
في سنة 1897، انتقلت إلى دير مار يوسف الظهر - جربتا في منطقة البترون برئاسة الأم أورسلا ضومط المعاديّة. وفي سنة 1899، انطفأ النور نهائيّاً في عينها اليسرى، لتُضحِيَ عمياء.
توفيت في 23 آذار 1914، في دير مار يوسف-جربتا ودُفِنَت في مقبرة الدير. أشعّ النور من قبرها طيلة ثلاثة أيام متتالية.
في 10 تموز 1927 نُقِلَت رُفاتها إلى قبر جديد في زاوية معبد الدير إثر بدء دعوى تطويبها بتاريخ 23 كانون الأول 1925، والشروع بالتحقيق في شهرة قداستها في 16 أيار.

## أعمالها
أعلنها البابا يوحنا بولس الثاني مُكرّمة في 11 شباط 1982، ثم طوباوية في 17 تشرين الثاني 1985، وقُدوة ومثالاً في عبادتها للقربان الأقدس، لليوبيل القربانيّ لعام 2000 ثمّ رفعها قديسة على مذابح الكنيسة الجامعة في 10 حزيران سنة 2001.

## وصلات خارجية
- (بالإيطالية)رفقا على موقع الفاتيكان